# Fulvia

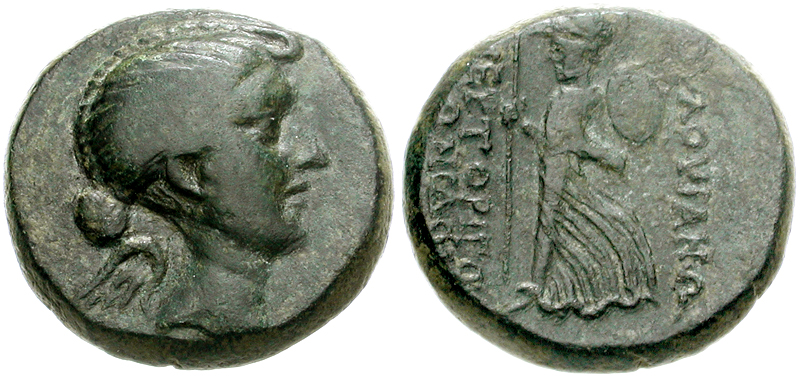
Stilisierte Fulvia auf einer kleinasiatischen Münze der Stadt Eumeneia.

Fulvia (* um 84–73 v. Chr.; † Mitte 40 v. Chr. in Sikyon bei Korinth) war eine der politisch einflussreichsten Frauen der späten Römischen Republik. Sie war vermutlich die erste nicht-mythologische Frau, die auf römischen Münzen abgebildet wurde.
Nach ihren Ehen mit Publius Clodius Pulcher und Gaius Scribonius Curio war es vor allem die Ehe mit Marcus Antonius, die ihr öffentliche Beachtung brachte. Das von ihr überlieferte Bild ist teilweise durch die Propaganda Octavians verzerrt, der ihr, die am Ende ihres Lebens zu seinen Gegnern zählte, Habgier und Herrschsucht vorwarf.

## Leben

### Familie
Fulvia war die Tochter des Plebejers Marcus Fulvius Bambalio aus Tusculum und der Sempronia, Tochter des Sempronius Tuditanus. Fulvias Urgroßvater mütterlicherseits war der Geschichtsschreiber und Konsul von 129 v. Chr., Gaius Sempronius Tuditanus. Wahrscheinlich hatte Fulvia als letztes Familienglied väterlicher- und mütterlicherseits einiges Vermögen geerbt.

### Erste Ehen
Ihr erster Ehemann war seit etwa 62 v. Chr. Publius Clodius Pulcher, der Volkstribun des Jahres 58 v. Chr. Aus der Ehe, die sehr harmonisch verlaufen sein soll, gingen zwei Kinder hervor: ein nach seinem Vater benannter Sohn Publius Clodius Pulcher und eine Tochter Clodia. Fulvia soll ihren Gemahl auf all seinen Reisen begleitet haben; jedenfalls warb sie eine Schar von Gefolgsleuten (collegia) für ihn an. Clodius wurde Anfang 52 v. Chr. bei einer Straßenschlacht in Bovillae außerhalb Roms von seinem politischen Rivalen Titus Annius Milo getötet, seine Leiche nach Rom gebracht und im Atrium seines Hauses aufgebahrt. Dort erhob Fulvia laute Wehklagen und stellte den in großen Mengen zu ihrem Haus eilenden Passanten die zahlreichen Wunden ihres ermordeten Gatten zur Schau, um sie gegen Milo und dessen Anhänger aufzuhetzen. Ähnlich bleibenden Eindruck erweckten ihre Schmerzensbekundungen als Zeugin beim Prozess gegen Clodius‘ Mörder. Dessen Verteidiger war der berühmte Redner und Politiker Marcus Tullius Cicero, der bereits zuvor ein Feind von Clodius gewesen war. Wie bereits in seiner Rede Pro Caelio 56 v. Chr., in der Cicero seine Verteidigung vor allem auf der Diffamierung des Clodius und seiner Schwester Clodia Metelli wegen einer inzestuösen Beziehung aufbaute, versuchte er auch in Pro Milone, Clodius’ Ansehen durch die Anklage des Inzests, diesmal mit einer anderen Schwester, zu zerstören. Cicero glaubte, dass er wegen Fulvias Auftritt keinen Freispruch für Milo erreichte, und war seither ihr erbitterter Gegner, so dass er sie oft unter der Gürtellinie angriff. Auch die beiden weiteren Männer, die Fulvia noch heiraten sollte, waren Ciceros Feinde. Fulvia erlangte durch ihre Rolle in dem Mordprozess erstmals nachweislich breite öffentliche Bekanntheit.
Fulvia heiratete nun Gaius Scribonius Curio, einen talentierten und einflussreichen Volkstribun, dessen erkaufter Treue bei Caesars Kampf gegen den Senat im Jahr 50 v. Chr. entscheidende Bedeutung zukam. Beim Ausbruch des Bürgerkrieges Anfang 49 v. Chr. betraute Caesar Curio mit einem Feldzug in Afrika, aber seine Überheblichkeit erlaubte es dem numidischen König Iuba, ihn auszumanövrieren: Mitte 49 v. Chr. wurden Curios Truppen vernichtet und er selbst getötet – die einzige ernsthafte Niederlage, die Caesar während des Bürgerkriegs erlitt. Trotz der kurzen Ehe hatte Fulvia auch von ihrem zweiten Gatten einen Sohn, Gaius Scribonius Curio, der später als Anhänger ihres dritten Gemahls Marcus Antonius in dessen Vernichtung verwickelt wurde.

### Frühe Ehejahre mit Antonius
Die Eheschließung Fulvias mit Antonius erfolgte wohl um das Jahr 46 v. Chr., da Cicero mitteilt, dass Antonius zuvor mit seiner Cousine Antonia verheiratet war, von der er sich wegen einer angeblichen ehebrecherischen Beziehung mit Dolabella hatte scheiden lassen.
Eine weitere, von Plutarch überlieferte Episode belegt ebenfalls, dass die Heirat Fulvias mit Antonius vor 45 v. Chr. stattfand: Als sich Antonius nämlich auf den Weg zu Caesar nach dessen Sieg im Bürgerkrieg in Spanien machte, aber in Italien das Gerücht vom Ableben des Diktators und dem Anmarsch von dessen Gegnern auftauchte, kehrte Antonius nach Rom zurück und begehrte in der Verkleidung eines Sklaven in Fulvias Haus Einlass, da er ihr einen Brief von ihrem Gatten zu übergeben hätte. Als Fulvia, die ihn anscheinend in seiner Maskerade nicht erkannte, unruhig wurde, gab er sich zu erkennen und küsste sie.
Plutarch sagt, dass Fulvia keineswegs Interesse an den für eine Matrone üblichen Tätigkeiten hatte und somit auch keinen Privatmann, sondern einen Amtsinhaber als Ehemann haben und beherrschen wollte. Fulvias Erbe war für den ständig in finanziellen Nöten steckenden Antonius sicher auch ein reizvoller Faktor. Eine Einflussnahme Fulvias auf die Politik des Antonius ist zu vermuten, muss aber immer in den Kontext der augusteischen Propaganda gestellt werden. Ciceros Unterstellungen sind zwar der Invektive zuzuordnen, Fulvias Verhalten widersprach jedoch der späteren Politik des Kaisers Augustus, der, an altrömische Traditionen anknüpfend, die Rolle der Frauen auf Haushalt und Mutterschaft beschränken wollte.
Aus Fulvias dritter Ehe gingen zwei Söhne hervor: Marcus Antonius Antyllus (* 45; † 30 v. Chr.), der nach dem Selbstmord seines Vaters auf Octavians Veranlassung ermordet wurde, und Iullus Antonius (* 42; † 2 v. Chr.), der in der Folgezeit großes Ansehen bei Augustus genoss und mit dessen Nichte Marcella Maior verheiratet wurde.
Fulvias politische Karriere begann nach Caesars Ermordung am 15. März 44 v. Chr. Antonius wurde zu einem der mächtigsten Männer des Römischen Reiches und dadurch rückte auch seine Gattin in den Fokus der Öffentlichkeit. Überliefert sind vor allem Topoi, mit denen sie charakterisiert wird: Grausamkeit, Habgier, Eifersucht. Nach Plutarch war sie so herrschsüchtig, dass sie einen Regenten regieren wollte; die spätere Geliebte des Antonius, die ägyptische Königin Kleopatra VII., schulde ihr das Lehrgeld dafür, dass Antonius es gelernt habe, Frauen zu gehorchen. Fulvia soll auch am Handel mit von Antonius gefälschten Akten Caesars rege mitgewirkt haben. Für letztere Behauptung ist nur der Fall des Galaterkönigs Deiotarus bekannt, dem Antonius angeblich unter Fulvias Einfluss die Annexion eines Territorium gegen Zahlung von 10 Millionen Sesterzen durch die Acta Caesaris bestätigte. Dass Fulvia mit ihrem Gatten Ende 44 v. Chr. nach Brundisium reiste und dort der Exekution meuternder Soldaten zuschaute, wobei sie vom Blut der abgeschlagenen Köpfe bespritzt worden sein soll, trug ihr den Vorwurf der Herzlosigkeit ein.
Fulvia stand – wie von einer Römerin erwartet – in Rom loyal hinter ihrem Gatten, als dieser, von der Hauptstadt abwesend, militärisch und politisch in die Defensive geriet. Antonius hatte nämlich seit Ende 44 v. Chr. den Caesarmörder Decimus Iunius Brutus Albinus in Mutina belagert, der aber nach Erhalt von militärischer Hilfe durch den Senat und Octavian seinerseits Antonius immer mehr in die Bredouille brachte. Seit Anfang 43 v. Chr. versuchte Cicero seinerseits durchzusetzen, dass Antonius zum Staatsfeind erklärt wurde. Fulvia stellte die Frage, ob eine solche Verurteilung einer Person, die keine Rechtfertigungsmöglichkeit hatte, überhaupt juristisch möglich sei, da sie wusste, dass die Senatoren darüber gespaltener Meinung waren. Sie besuchte deshalb mit ihrem kleinen Sohn Antyllus und Antonius’ Mutter Iulia in der Nacht vor dem entscheidenden Senatsbeschluss alle Senatoren. Am nächsten Morgen stand sie mit ihrer Mutter Sempronia in Trauerkleidern am Weg zum Senat und jammerte laut, um die Senatoren in ihrem Sinne zu beeinflussen. Diese verurteilten Fulvias Gatten jedoch mehrheitlich und verbannten ihn aus Italien. Fulvia war in der Folgezeit in Rom weitgehend isoliert, bemühte sich aber, dort weiterhin die politischen und ökonomischen Interessen ihres Mannes durchzusetzen. Einem Bericht des Cornelius Nepos zufolge leistete ihr in dieser Zeit (fast) nur Titus Pomponius Atticus Hilfe – möglicherweise schlug allerdings auch dieser sich erst später auf ihre Seite, als sich eine Versöhnung zwischen Octavian und Antonius abzeichnete und er als Freund Ciceros dann persönlich in Gefahr zu geraten drohte.

### Anteil an den Proskriptionen
Ende 43 v. Chr. wechselte Octavian die Seiten und bildete mit Antonius und Lepidus das Zweite Triumvirat. Diese drei Machthaber beherrschten damit das weströmische Reich (und die Caesarmörder einstweilen den Osten). Um die politische Allianz zu stabilisieren, heiratete Octavian Clodia, die gerade ins heiratsfähige Alter gekommene Tochter Fulvias und Clodius'. Fulvia soll, so berichtet wenigstens Appian, in die Ereignisse um die Proskriptionen involviert gewesen sein. Er berichtet, dass Fulvia reges Interesse an dem Gebäude eines gewissen Rufus gehabt habe, welches an ihr Grundstück angrenze. Rufus habe sich geweigert, ihr das Gebäude zu verkaufen, und sei von ihr auf die Proskriptionsliste gesetzt worden. Daraufhin sei er bereit gewesen, es ihr zu schenken, doch Fulvia habe kein Einsehen gehabt: Rufus wurde enthauptet und sein Kopf dem Antonius gesandt. Dieser habe den Kopf mit der Bemerkung, er kenne ihn nicht, weiter zu Fulvia schicken lassen, diese habe ihn vor dem Gebäude der Öffentlichkeit gezeigt. Ganz anders Valerius Maximus, der berichtet, dass Antonius sich über einen geächteten Senator namens Caesetius Rufus äußerte, diesen nicht zu kennen; in dieser Version wird Fulvia überhaupt nicht genannt.
Besonders drastisch ist die Darstellung über Fulvias Agieren während der Proskriptionen von Cassius Dio, dessen Geschichtswerk 250 Jahre nach den Ereignissen entstand. Demnach verfolgte Antonius nämlich mit besonderem Interesse seinen Erzfeind Cicero und sandte Suchtrupps zu dessen Landhaus, um ihn aufzuspüren. Im Dezember 43 v. Chr. wurde Cicero gefunden und von dem Centurio Herennius und dem Militärtribun Gaius Popilius Laenas, den Cicero einige Jahre zuvor in einem Mordprozess erfolgreich verteidigt hatte,  geköpft. Cicero war von einem jungen Sklaven verraten worden, dem er in besonderer Weise vertraut hatte. Antonius stellte Ciceros Kopf und Hände auf der rostra des Forum Romanum aus. Fulvia soll aufgrund ihrer Ehemänner Clodius und Antonius glücklich über die Rache gewesen sein und das Haupt Ciceros misshandelt sowie die Zunge mit ihrer Haarnadel durchstochen haben. Kein anderer antiker Autor berichtet über einen derartigen Vorfall.
Um den Kampf gegen die Caesarmörder finanzieren zu können, wollten die Triumvirn eine Sondersteuer von den 1400 reichsten Römerinnen erheben. Eine Delegation der Matronen angeführt von Hortensia erreichte mit ihrer Bitte um Fürsprache bei Octavians Schwester Octavia Minor und Antonius’ Mutter Iulia Unterstützung, wurde aber von Fulvia schroff abgewiesen. Fulvia unterstützte somit die Politik ihres Ehemannes und wandte sich von der traditionellen Funktion der Frau als Vermittlerin zwischen Konfliktparteien ab.

### Rolle im Perusinischen Krieg
42 v. Chr. setzten Antonius und Octavian nach Makedonien über und konnten die Caesarmörder entscheidend schlagen. Dann teilten sie das Römische Reich in neue Machtbereiche auf, wobei Antonius den Osten und Octavian den Westen erhielt. Dem jungen Erben Caesars fiel aber auch die undankbare Aufgabe zu, zur versprochenen Ansiedlung von 100 000 Veteranen die Bevölkerung aus mehreren Städten Italiens auszutreiben, als wenn sie Kriegsbeute geworden wären. Dies musste Octavian den Hass der zu Enteignenden zuziehen, während sich Antonius in Ägypten mit Kleopatra vergnügte.
Inzwischen wurde Lucius Antonius, der jüngere Bruder des Triumvirn, am 1. Januar 41 v. Chr. Konsul und wollte einen Triumph über besiegte Alpenvölker feiern. Diesen lehnte Fulvia angeblich zunächst ab und erst nach ihrer Zustimmung habe der Senat den Triumph bewilligt. Cassius Dio behauptet in diesem Sinne sicher völlig übertrieben, dass Fulvia in Rom die ganze Macht an sich gerissen hätte.
Als Octavian nach Italien zurückkehrte, befasste er sich damit, die seinen Veteranen versprochenen Landgüter zusammenzubringen. Diese Aktivitäten erzeugten politische und soziale Unruhen. Fulvia vertrat die Interessen ihres Gatten in Italien und wollte gemeinsam mit Lucius Antonius Octavians Schwierigkeiten bei den Landverteilungen ausnutzen. Die Spannungen zwischen den genannten Parteien bewirkten den Ausbruch des Perusinischen Krieges.
Bevor der Krieg ausbrach, schickte Octavian Clodia mit der Bemerkung, nie mit ihr geschlafen zu haben, zu ihrer Mutter zurück. Nun trat Fulvia zusammen mit Lucius Antonius in Aktion und schürte die Unzufriedenheit der durch Octavians Landzuweisungen enteigneten Italiker. Sie lehnten auch Octavians Vermittlungsangebote ab und nahmen ihren Stützpunkt im gut gesicherten Praeneste, wo Fulvia unter anderem mit einem Schwert gegürtet Befehle an die Soldaten erteilt haben soll. Nach Appian schenkte Fulvia anfangs durchaus den Anliegen der Veteranen ihres Gatten Gehör. Sie widersetzte sich daher auch dem Bestreben des Lucius Antonius, die vertriebenen Italiker zu unterstützen. Doch dann soll sie von Antonius’ Sachwalter Manius eifersüchtig gemacht worden sein. Dieser soll ihr zum Krieg mit Octavian geraten haben, da sie so wieder Antonius' Aufmerksamkeit erregen könne und er Kleopatra oder seine Geliebte Glaphyra verlassen würde. Hierdurch soll sie den Absichten von Lucius, Antonius' Bruder, größere Neigung entgegengebracht haben. Die weniger ausführlichen Quellen beschreiben aber Fulvia als Spiritus rector des Krieges gegen Octavian und werfen ihr unweibliches Verhalten vor, weil sie ein Schwert getragen und die Soldaten kommandiert haben soll. Wieweit Fulvia aber wirklich am Ausbruch des Krieges beteiligt war, ist wegen der widersprüchlichen Darstellungen der Hauptquellen Cassius Dio und Appian nicht sicher zu ermitteln.
Als dann im Kriegsverlauf Lucius Antonius von Octavian und seinen Feldherrn in Perusia (Perugia) eingeschlossen wurde und die antonianischen Generäle, die dem Belagerten Entsatz bringen sollten, nur zögerlich vorgingen, forderte Fulvia vergeblich energischeres Vorgehen zum Durchbrechen von Octavians Sperrwällen. Die Folge dieses nach römischen Vorstellungen unschicklichen Verhaltens für eine Frau war, dass Octavians Legionäre derbe sexuelle Witze in (teilweise noch erhaltene) Schleuderbleie eingravierten und als Ziel dieser Wurfgeschosse die Scham der Fulvia angaben. Ähnlich niveaulos ist ein angeblich von Octavian selbst gedichtetes obszönes Epigramm, nach dem ihn Fulvia ultimativ aufgefordert habe, zur Bestrafung von Antonius’ Untreue mit ihr zu schlafen, da sie ansonsten Krieg gegen ihn führen würde.
Schließlich musste sich Lucius Antonius, der den gesamten Winter des Jahres 41 v. Chr. auf 40 v. Chr. in Perusia belagert worden war, im Februar 40 v. Chr. wegen Hungers ergeben. Octavian wollte trotz seines Sieges offenbar keinen völligen Bruch mit seinem Triumviratskollegen, der während des gesamten Krieges bei Kleopatra in Ägypten abwesend gewesen war. Daher verschonte der Erbe Caesars Lucius Antonius und auch Fulvia durfte gemeinsam mit ihren Kindern und Antonius’ Mutter, ehrenvoll verabschiedet, über Puteoli und Brundisium nach Griechenland weiterreisen.

### Tod
Marcus Antonius war schließlich auf die Meldung der Niederlage seines Bruders und seiner Gattin auf den Weg von Ägypten nach Italien begriffen, um sich endlich selbst um seine Interessen in Italien zu kümmern. In Athen traf er im März 40 v. Chr. seine Gattin. Danach reiste Antonius nach Italien weiter. Fulvia aber blieb krank in Griechenland und war tief gekränkt, weil Antonius sich im Orient zahlreichen Liebesabenteuern hingegeben hatte und sie auch noch wegen ihrer Einmischung in seine politischen Angelegenheiten tadelte. Sie starb noch Mitte 40 v. Chr. in Sikyon.
Ihr für Octavian wie für Antonius zur rechten Zeit erfolgter Tod gab den beiden Triumvirn Gelegenheit, sich zu versöhnen. Antonius heiratete Octavians Schwester Octavia Minor, die sich später dann um Fulvias Kinder kümmerte. Vielleicht wurde erst jetzt das Gerücht verbreitet, dass Fulvia den Perusinischen Krieg aus Eifersucht begonnen habe, um sie für diesen Krieg hauptverantwortlich machen zu können, während ihn Antonius nicht gewollt und von seinem Ausbruch auch nichts gewusst habe.

## Nachkommen
- aus der ersten Ehe mit Publius Clodius Pulcher:
  - Publius Clodius Pulcher
  - Clodia, kurz mit Octavian verheiratet
- aus der zweiten Ehe mit Gaius Scribonius Curio:
  - Gaius Scribonius Curio
- aus der dritten Ehe mit Marcus Antonius:
  - Marcus Antonius Antyllus, von Octavian 30 v. Chr. hingerichtet
  - Iullus Antonius

## Bewertung
Der römischen Geschichtsschreibung, die der Darstellung bei Cicero und Augustus folgte, galt Fulvia als machtgierig und grausam. Dabei wurde – wie auch bei anderen politisch aktiven Frauen – vor allem der Gegensatz herausgestellt zum idealisierten Bild der tugendhaften domiseda, der auf den eigenen Haushalt beschränkten Matrona, wie es Antonius’ nächste Ehefrau, Augustus’ Schwester Octavia, verkörperte. Diese negative Darstellung der Fulvia in den antiken Quellen wurde von Altertumsforschern des 19. Jahrhunderts sogar noch verschärft und erst im 20. Jahrhundert hat die Forschung im Gefolge der gesellschaftlichen Wandlungen Fulvia eine gerechtere und ausgewogenere Beurteilung zukommen lassen. Ausgehend von den antiken Quellen, in denen Fulvia bis zur Ermordung Caesars nur als Anhängsel ihres jeweiligen Mannes erscheint, beurteilen viele Historiker wie Jane F. Gardner Fulvia vor allem als „Sprachrohr des Ehemannes“. Richard Bauman dagegen nimmt an, dass sie wie die späteren Kaiserfrauen in eigenem Interesse gehandelt habe.